# Ворнер Бакстер
Ворнер Бакстер (англ. Warner Baxter; 29 березня 1889 — 7 травня 1951) — американський кіноактор, найбільш відомий завдяки своєї ролі у фільмі «У старій Арізоні», за яку отримав премію Оскар за найкращу чоловічу роль.

## Біографія
Ворнер Лерой Бакстер народився 29 березня 1889 року в місті Колумбус, штат Огайо. 1898 року, після смерті батька, він з матір'ю переїхав до Сан-Франциско. Коли 1906 року в Сан-Франциско стався потужний землетрус, він з матір'ю два тижні жив у наметі.
Його акторська кар'єра розпочалась у 1910 році, коли він почав виступати у водевілях. Вперше на кіноекрані він з'явився у 1918 році та протягом нетривалого часу досяг неймовірного успіху, вже з 1921 року виконуючи головні ролі у стрічках. Особливо запам'ятались його ролі у стрічках «Авіапошта» (1935), «Втікачка» (1926). Найяскравішою в його кіно кар'єрі стала роль Сіско Кіда у звуковому вестерні «У старій Аризоні» (1928), яка принесла йому премію «Оскар» в номінації за найкращу чоловічу роль.
1936 року Ворнер отримував найбільшу платню у Голлівуді, але після 1943 року поступово перейшов на ролі у фільмах категорії «В». Протягом своєї кар'єри з 1914 року по 1950 рік Бакстер знявся у більш ніж ста фільмах.
З 1918 року та до своєї смерті Ворнер Бакстер був одружений з актрисою Вінфред Бакстер. Помер від пневмонії 7 травня 1951 року в 62-річному віці, похований на кладовищі Форест-Лон.

## Фільмографія
- 1921 — Перше кохання / First Love — Дональд Холлідей
- 1922 — Її власні гроші / Her Own Money — Лью Олден
- 1925 — Авіапошта / The Air Mail — Расс Кейн
- 1925 — Великий Гетсбі / The Great Gatsby — Джей Гетсбі
- 1927 — Телефонна дівчинка / The Telephone Girl — Метью Стендіш
- 1928 — У старій Аризоні / In Old Arizona — Сіско Кід
- 1928 — Захід Занзібару / West of Zanzibar — Док
- 1929 — За тією завісою[en] / Behind That Curtain
- 1931 — Слизькі перли / Slippery Pearls
- 1934 — Гран-Канарія / Grand Canary — доктор Гарві Лейт
- 1936 — Білий мисливець / White Hunter — капітан Кларк Рутледж
- 1936 — В'язень острова акул / The Prisoner of Shark Island — лікар Семюель Александр Мадді
- 1936 — Король бурлеску / King of Burlesque — Керрі Болтон
- 1936 — Робін Гуд з Ельдорадо / The Robin Hood of El Dorado — Хоакін Мерріета
- 1937 — Вок 1938 року / Vogues of 1938 — Джордж Курсон
- 1937 — Корабель невільників / Slave Ship — Джим Ловетт

## Вшанування пам'яті
- Його внесок у кіно відзначений зіркою на Голлівудської алеї слави.